# Principat de Nara
Nara fou un estat tributari protegit a l'agència de Rewa Kantha, presidència de Bombai, divisió de Pandu Mehwas. El sobirà era un bariya. La superfície era d'uns 8 km² i estava format per un sol poble amb una població de 263 habitants el 1901. Els ingressos eren de 96 rúpies i en pagava 19 com a tribut al Gaikwar de Baroda.